# Pável Konoválov
Pável Anatólievich Konoválov –en ruso, Павел Анатольевич Коновалов– (Novokúibyshevsk, URSS, 25 de agosto de 1967) es un deportista ruso que compitió en piragüismo en la modalidad de aguas tranquilas.
Ganó seis medallas en el Campeonato Mundial de Piragüismo entre los años 1993 y 1998, y cuatro medallas en el Campeonato Europeo de Piragüismo entre los años 1997 y 2000.
Participó en los Juegos Olímpicos de Atlanta 1996, ocupando el sexto lugar en la prueba de C2 500 m.

## Palmarés internacional
| Campeonato Mundial | Campeonato Mundial        | Campeonato Mundial | Campeonato Mundial |
| Año                | Lugar                     | Medalla            | Competición        |
| ------------------ | ------------------------- | ------------------ | ------------------ |
| 1993               | Copenhague (Dinamarca)    | Medalla de plata   | C4 500 m           |
| 1993               | Copenhague (Dinamarca)    | Medalla de plata   | C4 1000 m          |
| 1994               | Ciudad de México (México) | Medalla de oro     | C4 200 m           |
| 1997               | Dartmouth (Canadá)        | Medalla de plata   | C2 200 m           |
| 1998               | Szeged (Hungría)          | Medalla de bronce  | C4 200 m           |
| 1998               | Szeged (Hungría)          | Medalla de bronce  | C4 500 m           |
| Campeonato Europeo |                           |                    |                    |
| Año                | Lugar                     | Medalla            | Competición        |
| 1997               | Plovdiv (Bulgaria)        | Medalla de oro     | C2 200 m           |
| 1997               | Plovdiv (Bulgaria)        | Medalla de oro     | C4 200 m           |
| 1997               | Plovdiv (Bulgaria)        | Medalla de bronce  | C2 500 m           |
| 2000               | Poznań (Polonia)          | Medalla de oro     | C4 500 m           |